# Freccia del Brabante 2002
La Freccia del Brabante 2002, quarantaduesima edizione della corsa, si svolse il 31 marzo su un percorso di 198 km, con partenza a Zaventem e arrivo ad Alsemberg. Fu vinta dal belga Fabien De Waele della squadra Mapei-Quick Step davanti ai connazionali Erwin Thijs e Chris Peers.

## Ordine d'arrivo (Top 10)
| Pos. | Corridore       | Squadra           | Tempo    |
| ---- | --------------- | ----------------- | -------- |
| 1    | Fabien De Waele | Mapei-Quick Step  | 4h30'10" |
| 2    | Erwin Thijs     | Palmans-Collstrop | s.t.     |
| 3    | Chris Peers     | Cofidis           | s.t.     |
| 4    | Elio Aggiano    | Mapei-Quick Step  | a 5"     |
| 5    | Wim Vansevenant | Palmans-Collstrop | s.t.     |
| 6    | Serge Baguet    | Lotto-Adecco      | s.t.     |
| 7    | Cristian Moreni | Alessio           | s.t.     |
| 8    | Dave Bruylandts | Domo-Farm Frites  | a 8"     |
| 9    | Michael Boogerd | Rabobank          | a 9"     |
| 10   | Geert Verheyen  | Rabobank          | a 23"    |